# Big Flat
Big Flat is een plaats (town) in de Amerikaanse staat Arkansas, en valt bestuurlijk gezien onder Baxter County en Searcy County.

## Demografie
Bij de volkstelling in 2000 werd het aantal inwoners vastgesteld op 104.
In 2006 is het aantal inwoners door het United States Census Bureau geschat op 109, een stijging van 5 (4,8%).

## Geografie
Volgens het United States Census Bureau beslaat de plaats een oppervlakte van
2,8 km², geheel bestaande uit land. Big Flat ligt op ongeveer 377 m boven zeeniveau.

## Plaatsen in de nabije omgeving
De onderstaande figuur toont nabijgelegen plaatsen in een straal van 32 km rond Big Flat.